# Formica fallax
Formica fallax é uma espécie de formiga do gênero Formica, pertencente à subfamília Formicinae.